# Fellow
Fellow és un terme que en anglès significa, en sentit ampli, 'company', també 'compatriota'.
En el món acadèmic, un fellow és un membre d'un grup de persones instruïdes que treballen juntes com a companys en la recerca del coneixement o en l'exercici mutu de la professió. Poden incloure professors visitants, investigadors postdoctorals i investigadors de doctorat. També pot indicar un destinatari individual de postgrau amb un finançament similar al d'una beca.
Fellow, en anglès, es fa servir amb el significat de 'membre', per exemple Fellow de la Royal Society.

## Research fellow
El títol de research fellow és utilitzat per a referir-se a posicions com a becari d'investigació en les universitats i altres institucions similars.

## Emeritus fellow al Regne Unit
Al Regne Unit, el títol d'Emeritus fellow (membre emèrit) pot ser atribuït a un membre d'una institució acadèmica que a partir de la jubilació continuarà, per estar afiliat a aquesta institució. És un títol similar al de Professor emèrit.

## Fellow en els metges als Estats Units
En les institucions mèdiques dels EUA, el terme fellow, es refereix a un metge que hagi realitzat la formació residencial (per exemple, en medicina interna, pediatria o en cirurgia general) i pertany al primer, segon o tercer any d'especialització (per exemple, cardiologia, nefrologia o cirurgia de trasplantament pediàtric).

## Fellow de societats professionals
Fellows són els membres amb més titulació de les associacions professionals més importants.